# Rhododendron tanakae
Rhododendron tanakae är en ljungväxtart som först beskrevs av Carl Maximowicz, och fick sitt nu gällande namn av Jisaburo Ohwi. Rhododendron tanakae ingår i släktet rododendron, och familjen ljungväxter. Inga underarter finns listade i Catalogue of Life.